# 352. Infanterie-Division (Wehrmacht)
Die 352. Infanterie-Division (abgekürzt 352. ID) war ein Großverband der Wehrmacht. Sie kam 1944 in Frankreich zur Abwehr der alliierten Landung (Operation Neptune) und während der Ardennenoffensive zum Einsatz. Nach ihrer Auflösung wurde aus ihren Resten die 352. Volksgrenadier-Division gebildet.

## Geschichte

### Aufstellung
Die 352. Infanterie-Division wurde ab Ende 1943 in Le Désert/Frankreich aus überlebendem Personal der an der Ostfront zerschlagenen 321. Infanterie-Division aufgestellt. Sie war eine von acht Infanterie-Divisionen der 21. Aufstellungswelle. Am 1. Juni 1944 umfasste sie 12.734 Soldaten, Unteroffiziere und Offiziere und war als Besatzungstruppe an der französischen Westküste eingesetzt.

### Operation Overlord
Bei der alliierten Landung in der Normandie am 6. Juni 1944 verteidigte die 352. Division im Verband des LXXXIV. Armeekorps die Küste an den Landungsabschnitten Omaha Beach und Gold Beach gegen amerikanische und britische Truppen. Der Kommandeur des Artillerie-Regimentes 352, Major Werner Pluskat soll an diesem Morgen als erster deutscher Offizier die alliierten Landeschiffe entdeckt haben. Sein Regiment verfeuerte alle verfügbare Munition. Während der Landung der 1. US-Division fügte das Grenadier-Regiment 916 der Division den anlandenden US-Truppen bei Vierville und Colleville schwere Verluste zu. Eine gewisse Bekanntheit erlangte Heinrich Severloh, der als Maschinengewehrschütze im Widerstandsnest 62 eingesetzt war, das über Stunden von den Landungstruppen nicht ausgeschaltet werden konnte. Das Grenadier-Regiment 915 musste den Briten Arromanches-les-Bains noch am ersten Tag überlassen, der bei Longues-sur-Mer gelandeten britischen 50. Division gelang es am 7. Juni auch Bayeux zu erobern. Der Divisionskommandeur Kraiß war in der Nähe von Saint-Lô schwer verwundet worden und erlag im August 1944 seinen Verletzungen.

### Vernichtung und Auflösung
Während der Kämpfe in Frankreich im Juni und Juli verlor die Division nach Schätzungen des Militärhistorikers Niklas Zetterling rund 9.000 Mann durch Tod, Verwundung und Gefangenschaft. Ende Juli 1944 wurde die Division aufgelöst. 

### Neuaufstellung als 352. Volksgrenadier-Division
Aus den überlebenden Truppenteilen und Resten der 581. Volksgrenadier-Division wurde am 21. September 1944 bei Flensburg die 352. Volksgrenadier-Division neu aufgestellt. 
Nach Verlegung in die Eifel im November 1944 nahm sie an der Ardennen-Offensive teil, scheiterte jedoch an der Einnahme strategischer Positionen und erlitt schwere Verluste. Bis Januar 1945 wurde die Division immer weiter zurückgedrängt und erlitt während der Kämpfe in der Eifel und an der Kyll weitere Verluste. Im März 1945 wurde die Division nahezu vollständig zerschlagen und die wenigen verbliebenen Soldaten zogen sich in die sogenannte Alpenfestung zurück, wo sie kurz vor Kriegsende in Gefangenschaft gerieten.
Am 14. April 1945 wurde eine neue 352. Volksgrenadier-Division aus Resten der Division Nr. 805 bei der 19. Armee aufgestellt, die in den letzten Kriegstagen gegen französische Truppen kämpfte und schließlich in Gefangenschaft geriet.

## Gliederung der 352. Infanterie-Division
- Grenadier-Regiment 914 mit drei Bataillone aus Stab des Divisions-Füsilier-Bataillons 321 (321. Infanterie-Division) als Stab und I. und II./Grenadier-Regiment 869 (356. Infanterie-Division)
- Grenadier-Regiment 915 mit drei Bataillone aus Stab des Grenadier-Regiments 589 (321. Infanterie-Division) und III./Grenadier-Regiment 871 (356. Infanterie-Division)
- Grenadier-Regiment 916 mit drei Bataillone aus III./Grenadier-Regiments 546 (389. Infanterie-Division)
- Division-Füsilier-Bataillon 352 aus Aufklärungs-Abteilung 389
- Artillerie-Regiment 352 mit vier Batterien aus Stab und I./Artillerie-Regiments 321 und III./Artillerie-Regiment 389
- Divisions-Einheiten 352

## Gliederung der 352. Volksgrenadier-Division
Zur Aufstellung
- Grenadier-Regiment 914 mit zwei Bataillone aus Grenadier-Regiment 1203
- Grenadier-Regiment 915 mit zwei Bataillone aus Grenadier-Regiment 1204
- Grenadier-Regiment 916 mit zwei Bataillone aus Grenadier-Regiment 1205
- Division-Füsilier-Kompanie 352, im Januar 1945 auf Bataillon erweitert
- Artillerie-Regiment 1352 mit vier Batterien aus Artillerie-Regiment 1581
- Divisions-Einheiten 352 aus Divisions-Einheiten 1581

Mitte April 1945
- Divisionsstab 352 aus Stab der Division Nr. 805

- Grenadier-Regiment 914 mit zwei Bataillone aus Stab des Regiments 4 (Oberrhein), Zollgrenzschutz-Bataillon VI und Volkssturm-Bataillon Lahr
- Grenadier-Regiment 915 mit zwei Bataillone aus Stab des Grenadier-Regiment 1212 (189. Infanterie-Division), I./Sicherungs-Regiment 99 und Volkssturm-Bataillon I./152
- Grenadier-Regiment 916 mit zwei Bataillone aus Stab des Regiments 5 (Oberrhein), Volkssturm-Bataillon I./66 und II./Sicherungs-Regiment 99
- Artillerie-Regiment 352 mit drei Batterien aus dem Stab des Artillerie-Regiments 1089 (189. Infanterie-Division), III. und IV./Artillerie-Regiment 658 (708. Infanterie-Division) und Festungsartillerie-Abteilung 1510

## Kommandeure
- Generalleutnant Dietrich Kraiß: von der Aufstellung bis August 1944 (†)
- Generalmajor Eberhard von Schuckmann: von August 1944 bis Oktober 1944
- Oberst Erich-Otto Schmidt: von Oktober 1944 bis Dezember 1944
- Generalmajor Richard Bazing: von Dezember 1944 bis Februar 1945
- Generalmajor d. R. Rudolf von Oppen: von Februar 1945 bis April 1945